# Vil Vladimirovich Lipatov
Vil Vladimirovich Lipatov (tiếng Nga: Виль Владимирович Липатов) là một nhà văn, nhà biên kịch điện ảnh Liên Xô.

## Tiểu sử và sự nghiệp
Vil Lipatov sinh ngày 10 tháng 4 năm 1927 tại tỉnh Chita. Cha ông là một nhà báo, và mẹ là giáo viên.
Ông là thành viên của Đảng Cộng sản Liên Xô từ năm 1957.
Vil Lipatov mất ngày 1 tháng 5 năm 1979 tại Moskva  vì vỡ cục máu đông ,thi hài ông được an táng tại nghĩa trang Kuntsevo

### Cuộc sống cá nhân
- Người vợ đầu tiên: Alexandra Lipatova. Ngày 25 tháng 7 năm 1952, con gái của Tatiana Vilevna Lipatova (nghệ sĩ đồ họa, người sáng tạo múa rối) được sinh ra.
- Người vợ thứ hai: Irina Ilinichina Mazuruk (1936-1985), con gái của Thiếu tướng Hàng không Ilya Mazuruk, con gái nuôi của tổng biên tập tạp chí Flagship của nhà văn Vadim Kozhevnikov.

#### Tác phẩm
- Thám tử nông thôn (kịch bản phim truyện, 1968)
- Và đó là tất cả về anh (tiểu thuyết, 1974)
- Đó là tất cả về anh (kịch bản phim truyện, 1977)

### Vinh danh
- Giải thưởng của Đoàn thanh niên Cộng sản Lenin (1978) cho kịch bản phim truyện Đó là tất cả về anh
- Huân chương Cờ Đỏ